# Jegerhjelm
Jegerhjelm är en svensk adelsätt som tidigare hette Jeger, adlad den 9 juni 1713 och introducerad 1719. Ätten har sitt ursprung i Kalmar, Småland, vidare är ätten sedan 1973 utslocknad på svärdssidan.
Ätten Jegerhjelms sköldebrev donerades år 2020 till Riddarhuset i Stockholm.

## Personer med efternamnet Jegerhjelm
- Johan Samuel Jegerhjelm